# Leo Scullion

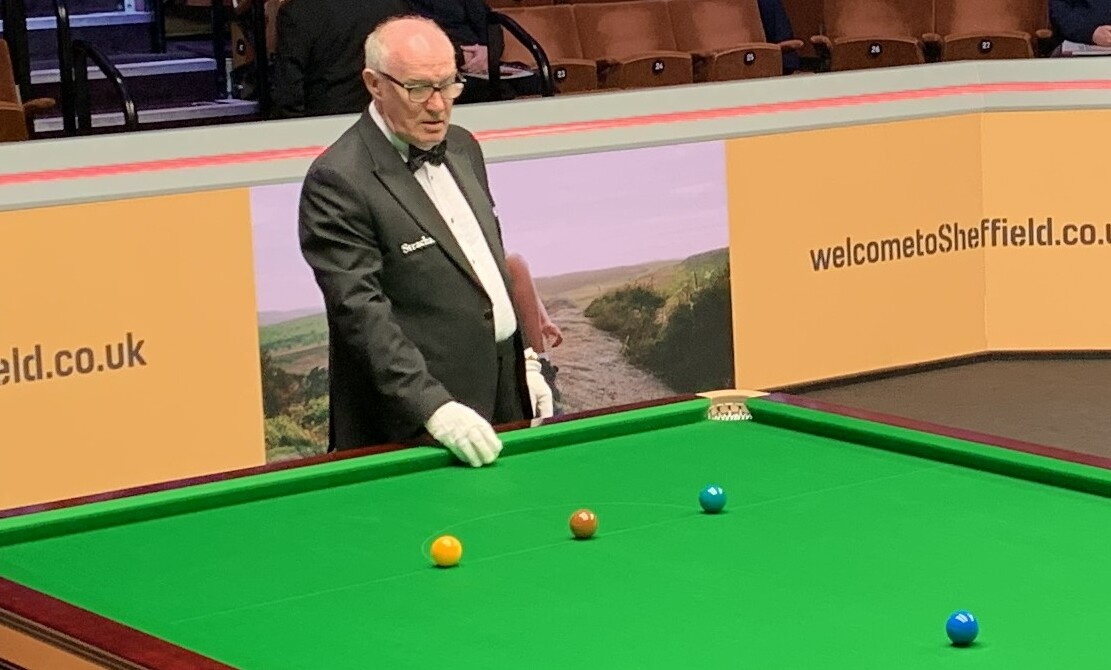
Leo Scullion, 2024

James Leo Scullion (* 10. April 1958 Glasgow, Schottland) ist ein schottischer professioneller Schiedsrichter der Billardvariante Snooker.

## Leben
Scullion arbeitete zuerst als Taxifahrer und Polizist. 1984 legte er die Grade 3-Qualifikation zum Snookerschiedsrichter ab. Seit 1999 übt er diese Tätigkeit professionell aus. Seinen ersten Einsatz als Profischiedsrichter hatte er bei der Challenge Tour 1999. Er leitete bislang (April 2025) fünf Maximum Breaks.
2016 gab er bekannt, an Lungenkrebs erkrankt zu sein, dass die Krankheit aber besiegt wurde.
Als seine Hobbys nannte Scullion in einem Interview Golf und Sport im Fernsehen zu schauen. Wenn möglich spiele er selber Snooker, sein höchstes Break gab er mit 93 an. Darauf angesprochen, was er als Schiedsrichter in der Tasche habe, antwortete er: 'Zwei Ballmarker und eine 5 £ Münze, weil die groß und einfach zu handhaben sei'.
Im Rahmen der Snookerweltmeisterschaft 2019 leitete er am 5. und 6. Mai 2019 sein erstes WM-Finale.

## Von ihm geleitete Finals
- China Open 2011
- Haikou World Open 2012
- International Championship 2012
- UK Championship 2012
- Australian Goldfields Open 2013
- Welsh Open: 2014, 2024
- Wuxi Classic 2014
- Scottish Open: 2016, 2017, 2020
- Weltmeisterschaft 2019
- World Grand Prix 2020
- Players Championship: 2021, 2025
- World Seniors Championship: 2021, 2024
- British Open 2021
- European Masters 2022
- Northern Ireland Open 2022